# Harmogenanina subdetecta
Espèce
Statut de conservation UICN

 EX  : Éteint
Harmogenanina subdetecta est une espèce de mollusque gastéropode de la famille des Hélicarionidés aujourd'hui disparue et autrefois endémique de l'île de La Réunion, un département d'outre-mer français dans le sud-ouest de l'océan Indien.

## Informations complémentaires
- Flore endémique de La Réunion.
- Liste des espèces animales disparues.